# 李齐物
李齐物（7世纪—761年7月5日），字道用，唐朝宗室淮安王李神通曾孙，盐州刺史李孝锐孙（《新唐书》误作李孝锐子），陇州司仓赠弘农郡太守李璟子。

## 早期仕途
李齐物没有学术，为官严整。唐神龙初年，左右千牛备身出身，历任尚辇直长、许州司马、华州司兵。其母过世丁忧，因为丧期哀伤数月导致身体虚弱，在家都扶着拐杖，守墓时在草庐衣不解带直至丧期满。皇帝特地降下玺书，给予在草庐守孝的他慰勉。丧期满后，授鸿胪丞，除尚辇奉御，迁升北都军器监事，太原少尹严挺之连奏李齐物政绩第一，于是擢拜长安令。李齐物在任上以威禁暴，以恕用刑。迁将作少匠、殿中少监、太府少卿。

## 唐玄宗年间
开元二十四年（736年）任怀州刺史。举荐高尚，但高尚不得仕官，于是送高尚入京师，助钱三万，并写信给中官将军吴怀实以高尚相托，使其得见当权宦官高力士。约二十九年（741年），李齐物累次升官至陕州刺史。他曾不满陕尉裴冕，将他上枷锁折辱。天宝元年（742年）正月，李齐物开砥柱，通漕路，凿三门，成渠。李齐物在挖开重石时挖出像铧一样的古铁戟，铭文篆字“平陆”，献上，诏命名河北县为平陆县。李齐物将石头弃入河中，水越发湍急，舟船不能入新门，等候水涨了由人輓舟而上。唐玄宗怀疑其事，遣宦者视察，李齐物厚赂使者，使者回去后说李齐物兴修水利是惠政。玄宗于是赐李齐物貂裘一领、绢三百匹，特加李齐物银青光禄大夫，为鸿胪卿，赐玉尺一把，诏称因李齐物能干，故有此赐。三年（744年）十一月，迁河南尹，仍任水陆运使。五年（746年）七月，李齐物因与被宰相李林甫陷害而被贬的右相李适之交好，被贬竟陵郡太守。任内见到伶师陆羽，欣赏其才能，当即赠与诗书，推荐他到隐居于火门山的邹夫子处学习。天宝末年，李齐物被征拜将作监，又为司农、鸿胪卿。

## 唐肃宗年间
至德初年，裴冕为相，除授李齐物太子宾客，世人称赞裴冕能不以怨报怨。乾元元年（758年），李齐物迁凤翔尹，十月为刑部尚书，历任太常卿。褒扬晋州长史崔衍之忠，崔衍得授长安令，封武邑县男。上元元年（760年）不早于六月，李齐物迁京兆尹。他性格苛察寡恩，喜欢揭发他人私事，但廉洁自爱，官吏不敢欺瞒他。不迟于七月，因残暴被罢免。晚年除授太子太傅，兼宗正卿。二年（761年）五月卒，时为金紫光禄大夫，辍朝一日，诏赠太子太师。又赠司空、上柱国、陇西郡开国公。

## 子孙
- 鄭滑節度使、檢校右僕射李復
- 司農少卿李條，字堅
  - 李昌[19]

## 评价
- 《旧唐书》史臣曰：齐物贞廉整肃，复节制权谋；……皆神通之曾玄，宗室之翘楚。……然……齐物积财兴议，……皆尺之短也。[1]